# Shai Osudoku District
Der Distrikt Shai Osudoku District ist einer von 29 Distrikten der Greater Accra Region in Ghana. Er hat eine Größe von 942,3 km² und 105.610 Einwohner (2021). 

## Geschichte
Ursprünglich war er 1988 Teil des damals größeren Dangme West District, der aus dem früheren Dangme District Council hervorging, bis der südliche Teil des Distrikts am 28. Juni 2012 zur Bildung des Ningo Prampram District abgetrennt wurde; der verbleibende Teil wurde in Shai Osudoku District umbenannt. Der Distrikt befindet sich im östlichen Teil der Greater Accra Region und hat Dodowa als Hauptstadt.

## Einwohnerentwicklung
Die folgende Übersicht zeigt die Einwohnerzahlen nach dem jeweiligen Gebietsstand.
| Jahr | Einwohner |
| ---- | --------- |
| 2010 | 51.913    |
| 2021 | 105.610   |